# Monarchie lucienne
La monarchie lucienne est le régime politique en vigueur à Sainte-Lucie, dont le chef d'État est un monarque désigné selon le principe héréditaire. L'actuel monarque de Sainte-Lucie est le roi Charles III, qui est également le monarque de quatorze autres royaumes appelés royaumes du Commonwealth. Comme le monarque ne demeure pas à Sainte-Lucie, il délègue ses fonctions à un gouverneur général (actuellement Errol Charles par intérim, depuis le 11 novembre 2021).
Bien que la personne du monarque soit partagée avec 14 autres États souverains du Commonwealth, les monarchies de ces pays sont séparées et juridiquement distinctes. En conséquence, le monarque actuel est officiellement titré « roi de Sainte-Lucie » et, à ce titre, lui et les autres membres de la famille royale assument diverses fonctions publiques et privées dans le pays, et au nom de Sainte-Lucie à l'étranger. Le souverain est toutefois le seul membre de la famille royale à avoir un rôle constitutionnel. Si certaines fonctions appartiennent au seul monarque, la plupart de ses pouvoirs sont exercés par le gouverneur général.

## Histoire
Les origines historiques de la monarchie lucienne résident dans le colonialisme britannique, lorsque le Royaume-Uni a étendu son empire et a établi, au XVIIIe siècle, des colonies dans différentes parties du monde,,. Progressivement, ces colonies reçoivent la souveraineté sur leur administration et, par le Statut de Westminster de 1931, tous ces États obtiennent une position complètement égale au sein du Commonwealth. Plusieurs anciennes colonies considèrent encore le monarque britannique comme leur souverain et sont aujourd'hui des royaumes du Commonwealth. En plus d'être le chef d'État nominatif de ces pays, le monarque est d'ailleurs le chef du Commonwealth. Bien que partageant le même souverain, les royaumes du Commonwealth sont des États indépendants les uns des autres, chacun possédant sa propre Couronne.

## Rôle constitutionnel
Le monarque de Sainte-Lucie est théoriquement investi des pouvoirs d'un monarque constitutionnel, mais dans la pratique, tous ces pouvoirs sont exercés par le gouverneur général de Sainte-Lucie, représentant du roi, qui agit uniquement sur avis du Parlement et du gouvernement. Par conséquent, comme d'autres pays du Commonwealth, Sainte-Lucie est une monarchie parlementaire. Quelques fonctions doivent néanmoins être remplies spécifiquement par le roi Charles III (comme donner la sanction royale à la nomination du gouverneur général) ou réclament à la fois l'accord du roi et celui du gouverneur général. En outre, le souverain n'intervient jamais directement dans les affaires politiques.

## Titre du roi

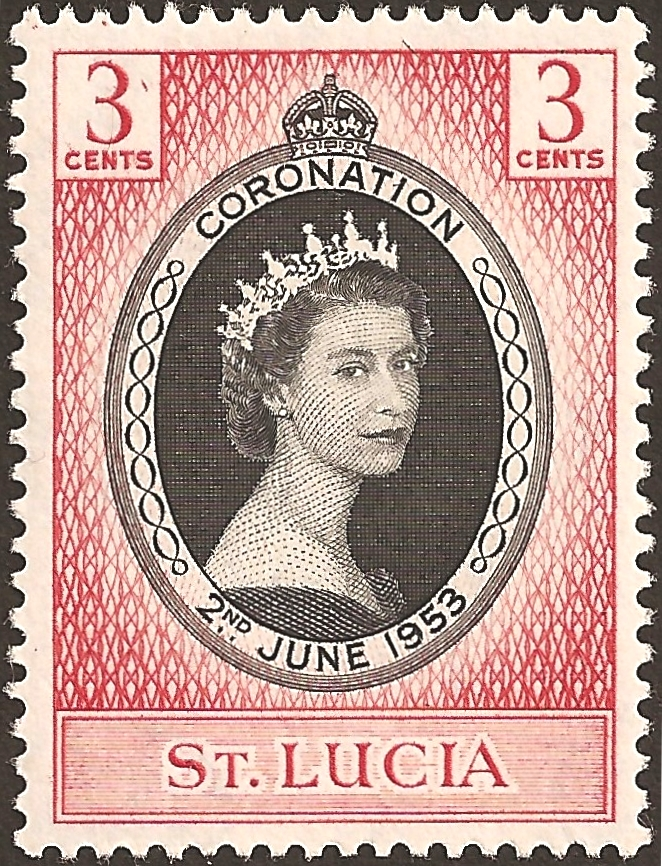
Timbre lucien représentant la reine Élisabeth II, lors de son couronnement en 1953.

Charles III possède officiellement un titre différent dans chacun de ses royaumes. Le titre du roi à Sainte-Lucie est le suivant :
« Charles the Third, by the Grace of God, King of Saint Lucia and of His other Realms and Territories, Head of the Commonwealth. »
« Charles Trois, par la grâce de Dieu, roi de Sainte-Lucie et de ses autres royaumes et territoires, chef du Commonwealth. »

## Succession au trône
La succession au trône se fait par primogéniture absolue, conformément aux dispositions de l'Acte de succession à la Couronne de 2013 ainsi que de l'Acte d'Établissement de 1701 et de la Déclaration des droits de 1689. Ces textes, bien que votés à l'origine par le Parlement du Royaume-Uni, font partie du droit constitutionnel de Sainte-Lucie. L'héritier du trône britannique héritera donc également de la Couronne lucienne. L'héritier actuel est le prince William, qui devrait devenir roi de Sainte-Lucie à la mort de son père.

## Liste des monarques luciens
| No | Portrait     | Nom                                             | Début de règne   | Fin de règne     |
| -- | ------------ | ----------------------------------------------- | ---------------- | ---------------- |
| 1  | Élisabeth II | Élisabeth II (21 avril 1926 – 8 septembre 2022) | 22 février 1979  | 8 septembre 2022 |
| 2  | Charles III  | Charles III (né le 14 novembre 1948)            | 8 septembre 2022 | En cours         |

## Visites royales
La reine Élisabeth II visite Sainte-Lucie pour la première fois accompagnée du duc d'Édimbourg dans le cadre de sa tournée des Caraïbes en 1966. Arrivés à bord du Britannia, ils sont accueillis par des danses traditionnelles luciennes et un feu d'artifice. En 1985, le couple royal effectue une nouvelle visite à Sainte-Lucie : Élisabeth II pose la première pierre du nouveau siège de la Croix-Rouge et visite des foyers pour personnes âgées et des écoles. Ils visitent également l'école professionnelle pour filles où ils rencontrent des enfants participant au programme du Prix international du duc d'Édimbourg.
D'autres membres de la famille royale ont également visité Sainte-Lucie. En 1979, la princesse Alexandra représente la reine lors des célébrations officielles de l'indépendance. Le prince Charles s'y rend en 1989 pour commémorer le dixième anniversaire de cet événement. En 2012, le comte et la comtesse de Wessex participent aux festivités organisées à l'occasion du jublié de diamant d'Élisabeth II. Le prince Harry effectue une visite officielle à Sainte-Lucie en 2016.

## Avenir de la monarchie

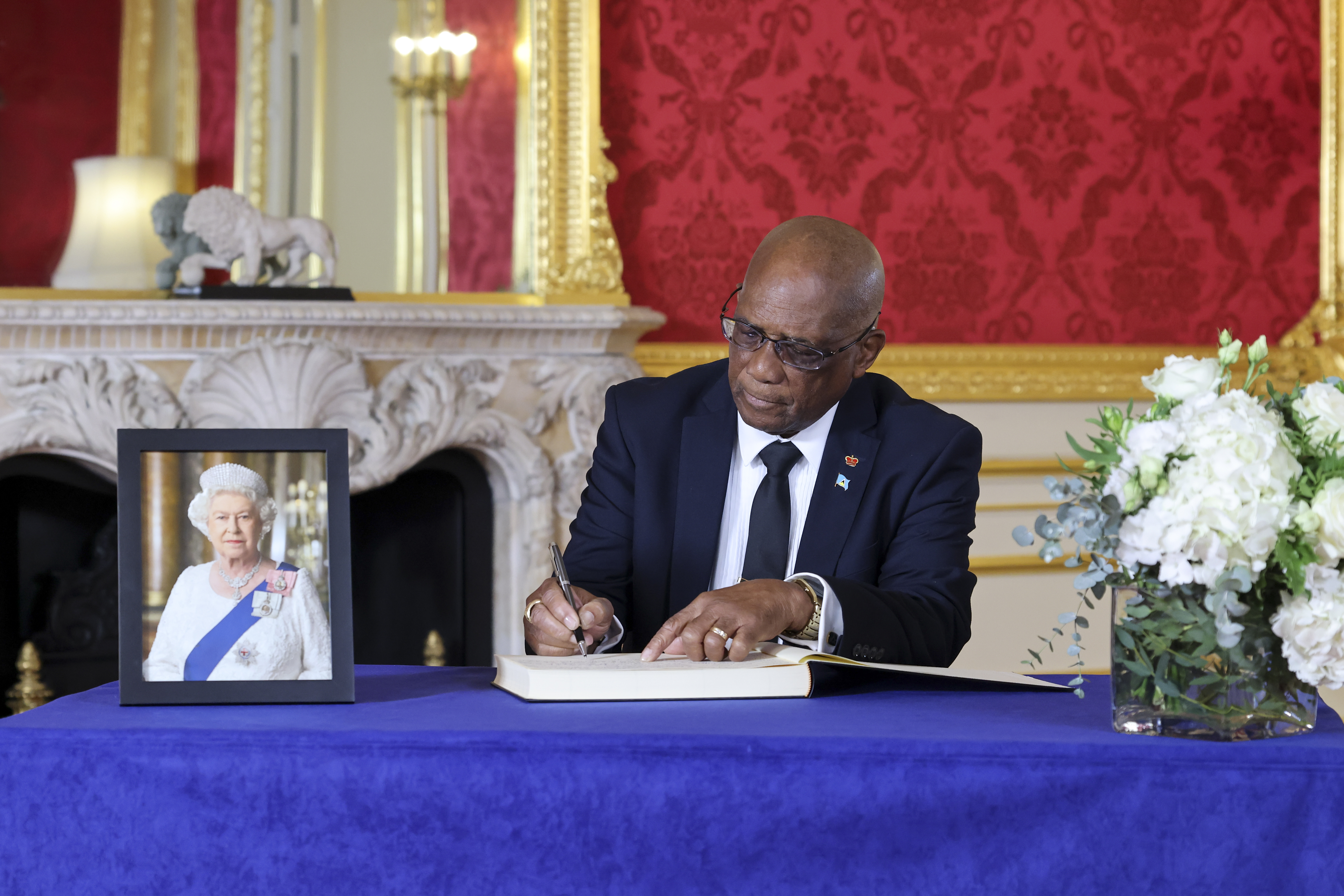
Le gouverneur général par intérim Errol Charles signant à Lancaster House le livre de condoléances après la mort de la reine Élisabeth II (2022).

Le maintien de la monarchie n'est pas un sujet de débat majeur à Sainte-Lucie. En 2022, le Premier ministre Philip Pierre annonce la mise en place d'une commission parlementaire chargée d'examiner des questions spécifiques, telles que la limitation du nombre de mandats du Premier ministre de Sainte-Lucie, la détermination d'une date fixe pour les élections générales, la nomination d'un vice-président au sein de l'Assemblée, mais également l'instauration d'une république.
Lors de la visite du comte et de la comtesse de Wessex dans le pays à l'occasion du jubilé de platine de la reine Élisabeth II, un groupe de manifestants réclame des excuses de la part de la famille royale pour la traite transatlantique des esclaves et demande la destitution de la reine à la tête de l'État. Partisan de la république, l'ancien Premier ministre Allen Chastanet affirme toutefois que la reine, dont le rôle est essentiellement honorifique, ne doit pas être prise pour cible.
Un sondage réalisé par Lord Michael Ashcroft avant le couronnement du roi Charles III, en mai 2023, révèle que 56 % des Saint-Luciens soutiennent le maintien de la monarchie, contre 39 % en faveur d'un régime républicain.